# Noachs kat
Noachs kat was een Noord-Nederlands tijdschrift voor proza en poëzie dat van 1999 tot 2008 verscheen in Groningen. 
Het literaire tijdschrift verscheen drie keer per jaar en richtte zich op het literaire leven in Groningen, Friesland en Drenthe. Noachs kat streefde ernaar de literatuur in Noord-Nederland te stimuleren en te ondersteunen.
Oorspronkelijk werk van Noord-Nederlandse auteurs besloeg het leeuwendeel van de inhoud. Daarnaast bevatte Noachs kat verschillende rubrieken: Megawatje, de Literaire surfplank en Literair Noord.